# 紫花络石
紫花络石（学名：Trachelospermum axillare）是夹竹桃科络石属的植物。分布在斯里兰卡、越南、锡金以及中国大陆的四川、福建、浙江、贵州、西藏、湖北、云南、江西、湖南、广东、广西等地，生长于海拔200米至2,800米的地区，多生于疏林中、山谷以及水沟边，目前尚未由人工引种栽培。

## 别名
车藤（广西）